# Suzuki Wagon R+
La Suzuki Wagon R+ è una citycar con carrozzeria monovolume prodotta della casa automobilistica giapponese Suzuki dal 1997 al 2008 in due generazioni.
Si trattava di una piccola vettura dalle linee particolarmente squadrate, tanto da somigliare a un furgoncino, ma che permetteva in questo modo una grandissima abitabilità rispetto alle dimensioni esterne.
Nel 2000 la casa automobilistica Opel ha prodotto una versione leggermente modificata e ingentilita nella linea da piazzare come modello base del listino, chiamata Opel Agila. Le modifiche erano identificabili solamente nel frontale e in piccole modifiche al portellone posteriore.
Nel 2008 la Suzuki Wagon R+ è stata sostituita dalla Suzuki Splash, anche questa sostanzialmente identica alla seconda generazione della Opel Agila, uscita l'anno prima.

## Prima generazione (1997-1999)

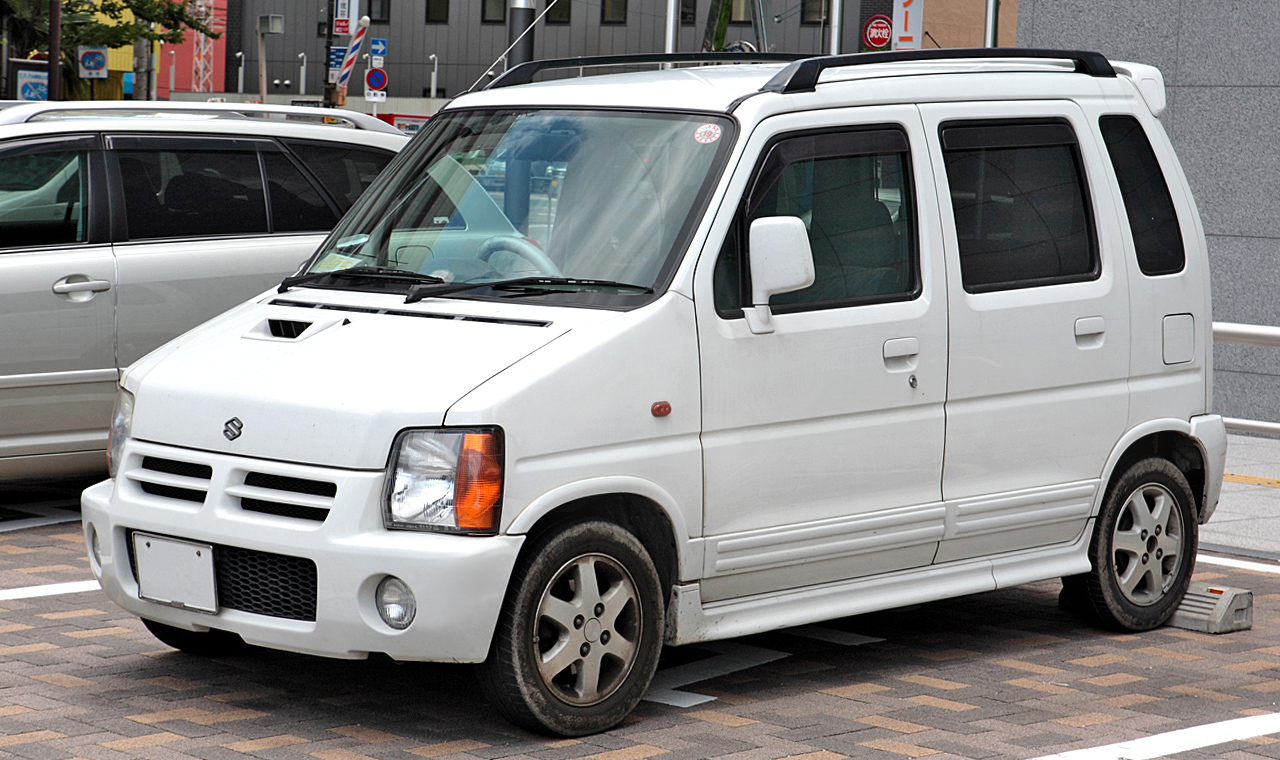
Il modello giapponese Wagon R Wide versione 1.0 Turbo

Presentata nel febbraio del 1997 in Giappone con il nome di Wagon R-Wide venne introdotta sui mercati europei dalla fine dello stesso anno con la denominazione Wagon R+ (Plus) Si trattava di una versione più grande e spaziosa della keicar Suzuki Wagon R venduta dal 1993 solo per il mercato giapponese la quale aveva un motore da 660 cm³; la Wagon R+ infatti venne progettata soprattutto per essere esportata nei mercati europei ed asiatici ma la casa decise comunque di commercializzarla anche sul mercato interno.
A differenza della Wagon R la più grande Wagon R+ era più lunga di 1 cm e quindi non rientrava nei parametri delle keicar, la carrozzeria infatti misura 3,41 metri, aveva la scocca più rigida con la sezione frontale riprogettata per i crash test europei ed era equipaggiata con motori più grandi 1.0 K10A e 1.2 K12A: il piccolo 1.0 K10A era un quattro cilindri alimentato a benzina ed aveva una cilindrata di 996 cm³ con distribuzione 16 valvole ed era disponibile in versione aspirata da 65 CV (48 kW) e 88 Nm di coppia massima oppure turbo (disponibile solo in Giappone, Nuova Zelanda e Australia) che erogava 100 CV (74 kW) e 118 Nm. Il 1.0 era abbinato alla trazione anteriore e al cambio manuale a cinque rapporti. Il 1.2 K12A 16V benzina era solo aspirato, aveva una cubatura di 1171 cm³ ed erogava 70 CV (51 kW) e 93 Nm. Il 1.2 era disponibile sia con cambio manuale cinque rapporti che automatico a quattro rapporti ed era l’unico disponibile anche a trazione integrale in Europa abbinato al cambio manuale. La 1.0 Turbo aveva optional anche un kit estetico comprensivo di paraurti sportivi, minigonne e spoiler sul lunotto; con questo kit la lunghezza della vettura era pari a 3,47 metri.

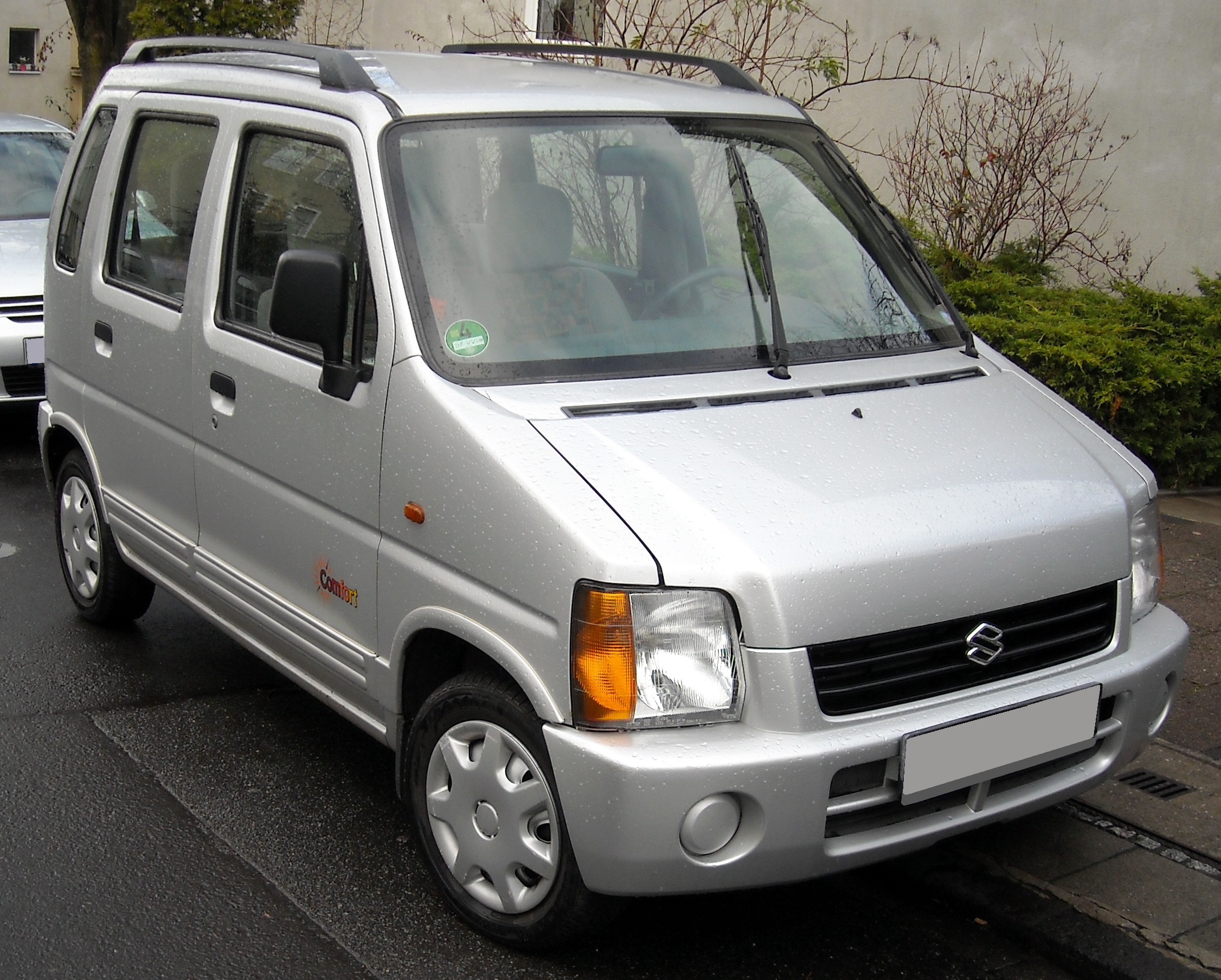
Wagon R+ restyling

Nel 1998 subì un leggero restyling dove vennero cambiati i paraurti anteriori e posteriori, venne introdotta una nuova calandra con il logo Suzuki incorporato e vennero migliorati i rivestimenti interni. 
La produzione dei modelli europei e giapponesi termina nel maggio del 1999 in quanto la Suzuki aveva stretto un accordo con la Opel per lo sviluppo congiunto della seconda generazione di Wagon R+ che darà origine anche alla Opel Agila.
Tra il 1999 e il 2001 la vettura è stata costruita anche in Colombia dalla GM Colmotores, venduta come Chevrolet Wagon R+; tale versione era equipaggiata con il motore 1.0 a quattro cilindri aspirato K10A.
In Indonesia è stata venduta come Suzuki Karimun ed è stata prodotta localmente dal 1999 fino al 2006 disponibile con il motore a benzina da 1,0 litri.

### Modello cinese
In Cina è prodotta dal 2004 dalla joint venture Jiangxi Changhe Suzuki Automobile e venduta sia come Suzuki Beidouxing che come Changhe Big Dipper con una gamma motori composta da un 1.0 benzina F10A da 70 cavalli o con il più moderno motore Suzuki K14B da 1,4 litri e 97 cavalli. Dal 2010 viene prodotta una versione a passo lungo (2,485 metri) e carrozzeria allungata a 3,664 metri esclusivamente a marchio Changhe. Dal 2016 la casa cinese produce su licenza anche una variante elettrica denominata Beidouxing X5E con un motore elettrico sincrono trifase da 41 km e una batteria che garantisce 100 km di autonomia. La produzione in Cina termina ufficialmente nel 2018.

## Seconda generazione (1999-2008)
La seconda generazione Wagon R+ è stata lanciata nel maggio 1999 in Giappone mentre il modello destinato al mercato europeo viene lanciato nell'estate del 2000 e prodotto nello stabilimento di Esztergom (Magyar Suzuki). La differenza principale tra il modello giapponese e quello europeo sono solo in dettagli estetici e nelle rifiniture interne. La nuova generazione è stata progettata insieme alla Opel dalla quale ne venne derivata la Opel Agila A prodotta nelle fabbriche Opel di Gliwice in Polonia.

### Modello giapponese (1999-2008)
Il modello giapponese in vendita dal maggio 1999 aveva adottato la denominazione globale Wagon R+ ed era disponibile con il motore 1.0 quattro cilindri K10A aspirato da 70 cavalli e turbo da 100 cavalli entrambi disponibile unicamente con cambio automatico a quattro rapporti e trazione anteriore o integrale. La Turbo aveva una presa d’aria sul cofano. Nel febbraio del 2000 venne introdotta la versione Limited con paraurti specifici, mascherina a nido d’ape, minigonne, spoiler posteriore e nuovi fari imbruniti.
Nel dicembre 2000 il modello giapponese è stato ribattezzato Wagon R Solio e la gamma si arricchì di allestimento sportivo equipaggiato con il motore 1.3 M13A benzina 16 valvole da 88 cavalli abbinato al cambio automatico quattro rapporti e alla trazione anteriore o integrale. La 1.3 aveva un frontale specifico con fati rettangolari e calandra di dimensioni maggiori oltre a minigonne e spoiler posteriore.
Nel 2002 esce di produzione la 1.0 turbo. Nell'agosto 2003 è stato presentato un lieve restyling e nell'aprile 2004 la Wagon R Solio è stata ribattezzata semplicemente Suzuki Solio, perdendo il nome Wagon R. Nell'agosto 2008 termina la produzione giapponese; sarà sostituita dalla nuova generazione di Suzuki Solio solo nel 2010 e tale modello sarà specifico per il mercato interno e non sarà esportata.

### Modello europeo (2000-2006)

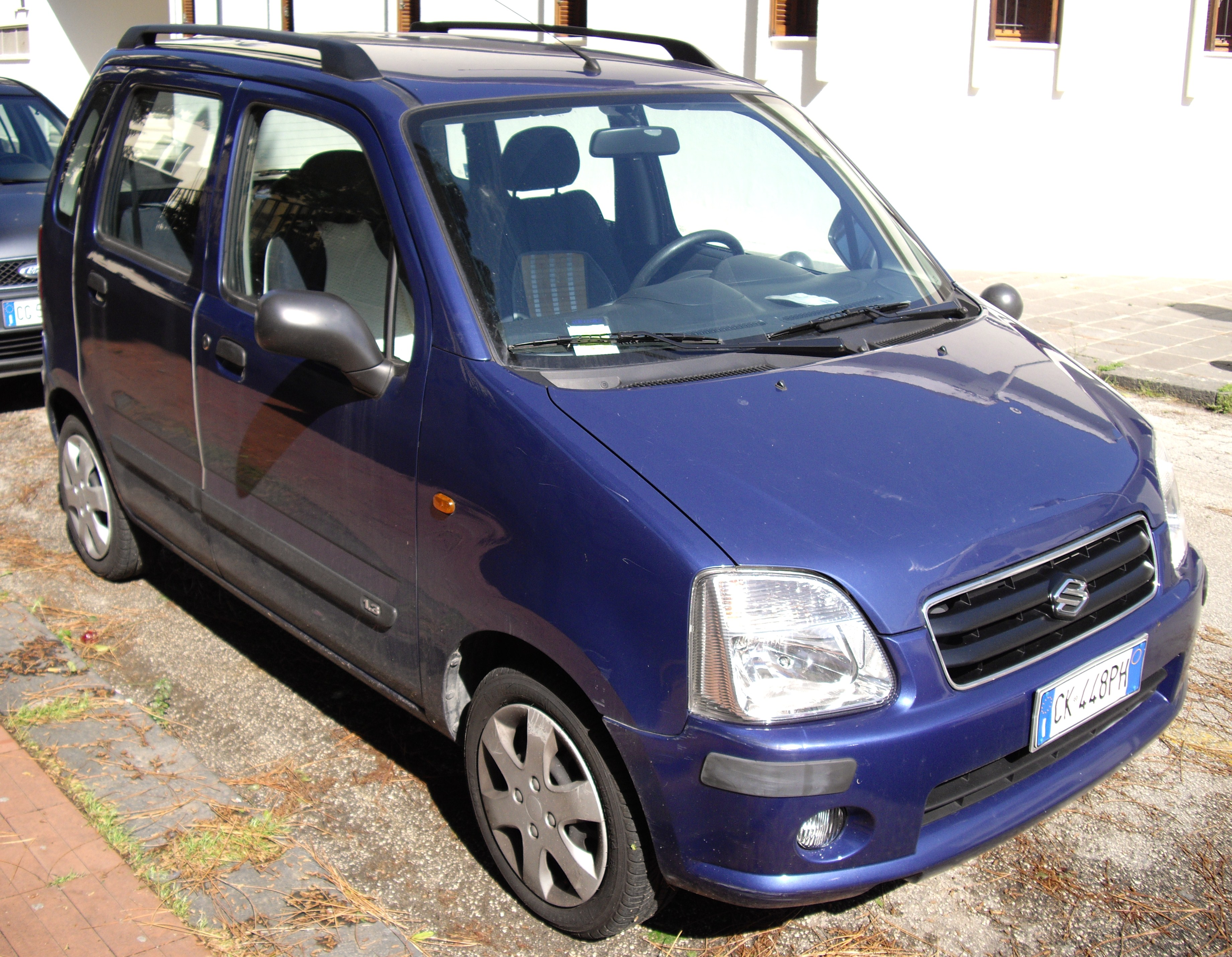
La Wagon R+ 1.3 DDiS diesel

Il modello di fabbricazione europea possiede una carrozzeria leggermente più grande rispetto alla prima serie e misura 3500 mm di lunghezza, 1620 mm di larghezza e 1695 mm di altezza, mentre il pianale è una evoluzione della precedente generazione ma irrigidito. Esteticamente presenta un design più morbido privo di spigoli con ampi fanali anteriori e portellone verticale posteriore.
Al debutto il motore disponibile era il 1.3 benzina 16 valvole G13BB erogante 76 cavalli abbinato al cambio manuale a cinque rapporti o automatico a quattro rapporti (trazione anteriore) oppure nella versione a trazione integrale permanente con cambio manuale a cinque rapporti.
Nel settembre 2003 viene presentato un restyling specifico per il mercato europeo dove vengono cambiati i paraurti anteriori e posteriori che presentano una forma più spigolosa, la potenza del motore benzina sale a 94 cavalli e viene riomologato Euro 4 mentre una novità assoluta è il nuovo diesel 1.3 Multijet common rail di origine Fiat 16 valvole che eroga 69 cavalli; tale motore viene identificato dalla sigla DDiS nei listini Suzuki ed è abbinato unicamente al cambio manuale a cinque rapporti e alla trazione anteriore.
La produzione europea termina nel 2006 sostituita dalla nuova Suzuki Splash.